# Chimik Woskriesiensk
Chimik Woskriesiensk (ros. Химик Воскресенск) – rosyjski klub hokeja na lodzie z siedzibą w Woskriesiensku.

## Historia
Został założony w grudniu 1953. Po zdobyciu mistrzostwa Wysszaja Liga (druga klasa rozgrywkowa), klub został przyjęty do KHL i występował w sezonie KHL (2008/2009). Przed rozpoczęciem nowego sezonu KHL (2009/2010) klub wycofano z ligi z powodu kłopotów finansowych. Jego miejsce zajęła drużyna Awtomobilist Jekaterynburg.
W sezonie 2009/10 drużyna występowała w rozgrywkach Wysszaja Liga, jednak nie otrzymała licencji na sezon 2010/11. Klub rozwiązał drużynę mężczyzn. Obecnie drużyna pod nazwą MHK Chimik występuje w juniorskich rozgrywkach MHL

## Sukcesy

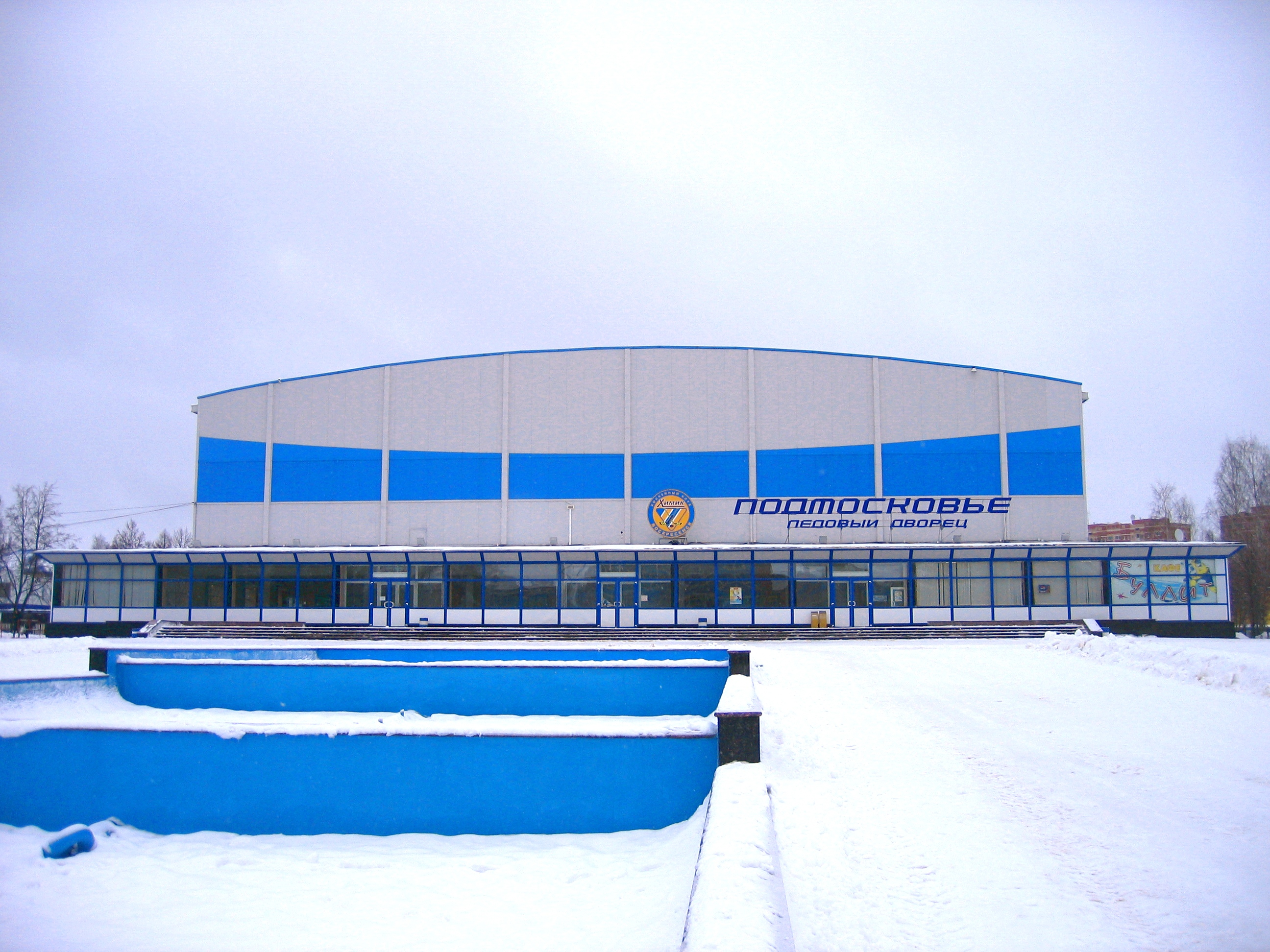
Lodowisko Podmoskowje

Rozgrywki seniorskie
- Złoty medal Rosyjskiej FSRR: 1954
- Srebrny medal Rosyjskiej FSRR: 1957 (Chimik 2)
- Brązowy medal mistrzostw ZSRR: 1965, 1970, 1984, 1990
- Srebrny medal mistrzostw ZSRR: 1989
- Finał Pucharu ZSRR: 1972
- Złoty medal wyższej ligi: 2008
- Puchar Bratina: 2023
- Złoty medal WHL: 2023
- Srebrny medal mistrzostw Rosji: 2025[6]

Rozgrywki juniorskie
- Pierwsze miejsce w Dywizji Północny Zachód w sezonie zasadniczym MHL: 2011
- Pierwsze miejsce w Konferencji Zachód w sezonie zasadniczym MHL: 2011

## Zawodnicy
Wychowankami klubu są m.in. Walerij Kamienski i Igor Łarionow (zdobywcy Triple Gold Club) oraz Dmitrij Kwartalnow, Gierman Titow, Wiaczesław Kozłow, Siergiej Korolew, Andriej Markow.